# Fergania polyantha
Fergania es un género monotípico de plantas de la familia de las apiáceas. Su única especie: Fergania polyantha. Es originaria de Kirguistán.

## Taxonomía
Fergania polyantha fue descrita por (Korovin) Pimenov y publicado en Novosti Sistematiki Vysshikh Rastenii 19: 120. 1982.
Sinonimia
- Ferula polyantha Korovin
- Peucedanum polyanthum Korovin